# 라마즈P
라마즈P(ラマーズP, 1989년 4월 25일 ~ )는 음성 합성 소프트웨어 하츠네 미쿠를 보컬로 쓰는 곡을 주로 작곡하고 있는 일본의 음악가이다. 고지마지P(ゴジマジP) 명의를 쓰고 있기도 하다. 대표적인 곡들로는 포핏포와 장난기 기능 등이 있다.